# Gospenroda
Gospenroda is een dorp in de Duitse gemeente Berka/Werra in het Wartburgkreis in Thüringen. Het dorp wordt voor het eerst genoemd in 1239.

## Geschiedenis
In 1994 wordt de tot dan zelfstandige gemeente toegevoegd aan de stad Berka/Werra. Op 1 januari 2019 fuseerde deze gemeente met Dankmarshausen, Dippach en Großensee tot de gemeente Werra-Suhl-Tal.
Abteroda · Auenheim-Rienau · Berka/Werra · Dankmarshausen · Dippach · Fernbreitenbach · Gasteroda · Gospenroda · Großensee · Hausbreitenbach · Herda · Horschlitt · Kratzeroda · Vitzeroda · Wünschensuhl